# معبد جوبيتر
معبد جوبيتر أو معبد زيوس هو أحد المعالم الأثرية البارزة في نابلس. يقع في منطقة تل الراس على إرتفاع 840م على جبل جرزيم. أُسس كمعبد للآلهة زيوس في القرن الثاني للميلاد وقد تم اكتشافه عام 1930. تبقى منه بعض الأساسات الحجرية. تُطل عليه كنيسة مريم العذراء البيزنطية الأثرية في الجهة المقابلة.

## الخلفية التاريخية
تعتبر نابلس من أقدم المدن في التاريخ، حيث عُرفت عبر العصور باسم شكيم الكنعانية، ثم أصبحت نابلس الرومانية، والمدينة السامرية، وصولًا إلى نابلس الإسلامية منذ العهد المملوكي وحتى اليوم. أما جبل جرزيم، فقد احتضن العديد من المواقع الدينية المهمة، منها معبد السامريين وكنيسة "ماري ثيوتوكوس" البيزنطية، ومقام الشيخ غانم، ودير بير الحمام البيزنطي.

## تاريخ المعبد
بُني معبد جوبيتر في القرن الثاني الميلادي، تحديدًا في عهد الإمبراطور هادريان (117–138م)، على أنقاض معبد سابق من الحقبة الهلنستية كان مكرّسًا للإله زيوس اليوناني. وقد جُمعت بين عناصر البناء الهلنستي والروماني، ليكون المعبد انعكاسًا للتداخل الثقافي والديني بين الحضارتين. أظهرت الحفريات أن المعبد أُقيم على منصة حجرية ضخمة بعرض نحو 44 م وطول 64 م، محاطة بجدران سميكة، دون وجود أبنية داخلية، مما يشير إلى أنه كان معبدًا مفتوحًا. كما ضمت المنطقة بركًا لتجميع مياه الأمطار تعود إلى القرن الثالث الميلادي، تقع شرق وغرب المعبد.

## الحفريات والاكتشافات
بدأت الحفريات في تل الراس عام 1930 على يد بعثة ألمانية بقيادة "شنايدر"، وتلتها حملات أخرى أعوام 1935 و1962 و1964–1968، وأخيرًا 1986. من أبرز الباحثين الذين أسهموا في دراسة الموقع كان "بول" الذي قسم المعبد إلى قسمين:
- القسم A: وهو الجزء العلوي، عبارة عن ساحة مبنية على منصة، مدعومة بجدران حجرية مملوءة بالحجارة والدبش، وتحتوي على غرف حجرية وقبب صغيرة غرب وجنوب الساحة.
- القسم B: الجزء السفلي ويعود للعصر الهلنستي، وتوجد فيه جدران قديمة، وفخار وخزف يعود لتلك الفترة.

كما تم الكشف عن درج حجري يتكون من حوالي 1500 درجة منحوتة في الجبل، يصل بين قاعدة الجبل والمعبد، ويُعتقد أن استخدامه استمر حتى العصر البيزنطي. وقد تم التعرف على المعبد من خلال دراسة العملات الرومانية المكتشفة في الموقع، والتي تعود لعهد أنطونيوس بيوس (138–161م)، وأظهرت رسومات لقمتين جبليتين تعلوهما مبانٍ، إحداهما تمثل معبد جوبيتر.

## من المعبد الوثني إلى المسجد
في العهد البيزنطي، تحول الموقع إلى كاتدرائية مسيحية، وكانت محاطة بما يزيد عن 40 كنيسة ممتدة في المنطقة. ثم تحول المعبد في العهد الإسلامي إلى مسجد الإمام إسماعيل، المعروف أيضًا بـ"المسجد ذو المحاريب السبعة"، وقد أُعيد بناؤه في عهد الأمير خلف بن ملاعب عام 481 هـ / 1088 م، قبل أن يتعرض للتدمير إبان الغزو المغولي. أعيد ترميم المسجد في العصر الحديث عام 1993، لكن المعبد ظل يحمل طابعًا أثريًا يجمع بين الهندسة الهلنستية والرومانية والبيزنطية والإسلامية، مما يجعله موقعًا فريدًا يعكس تسلسل الحضارات.

## الوضع الحالي
يقع المعبد اليوم في قمة تل الرأس، على ارتفاع يبلغ حوالي 840 مترًا فوق سطح البحر. ونظرًا لتحويل الموقع إلى منطقة عسكرية إسرائيلية، فإن الوصول إليه غير ممكن، لكن يمكن مشاهدته من جهة كنيسة مريم العذراء المقابلة. لا تزال أساسات المعبد وبعض الأعمدة الجرانيتية شاهدة على عظمة المعمار الروماني في المنطقة.

## الأهمية الأثرية
يُعتبر معبد جوبيتر في نابلس من أهم الشواهد الأثرية على التداخل الديني والثقافي بين حضارات البحر الأبيض المتوسط، ويشكل محورًا لفهم التحولات الدينية والعمرانية التي مرت بها مدينة نابلس عبر القرون. كما أن الحفريات والمكتشفات فيه تُعد من بين الأدلة الملموسة على مدى اتساع النفوذ الروماني وتأثير الحضارة الهلنستية في فلسطين.